# Anthrenus museorum
Espèce
Anthrenus museorum, l'anthrène des musées, est une petite espèce d'insectes coléoptères de la famille des Dermestidae. On le rencontre dans presque toutes les parties du monde. Il est parfois appelé "destructeur de musée".

## Caractéristiques
Ce mini coléoptère de forme ovale cause des dégâts aux objets anciens, sous sa forme larvaire, en s'attaquant à toutes les formes desséchées de la peau et du poil (tapis, fourrures, cuirs, soieries, rembourrages de crin, de laine ou de duvet, brosses naturelles...), d'où son nom. La larve va même parfois jusqu'à dévorer du fromage sec, de la farine ou du cacao.

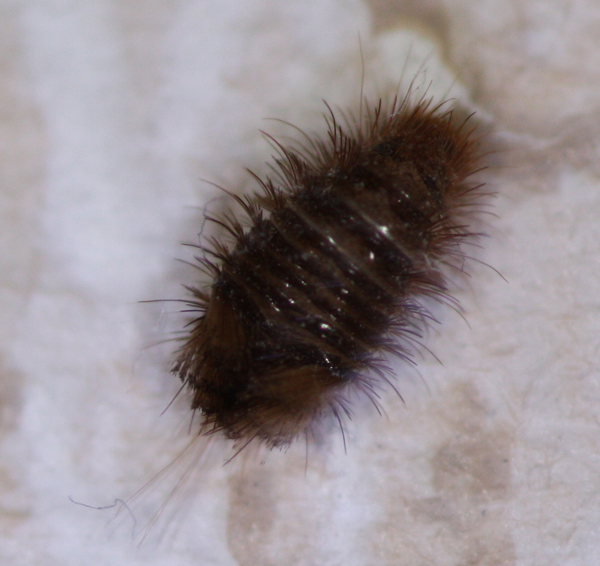
Stade larvaire

Cette larve est jaunâtre, portant des segments poilus, et mesure 4,5 mm environ. La face dorsale du prothorax (pronotum) est brunâtre. À l'extrémité postérieure, convergeant vers la région axiale, on remarque 3 paires de pinceaux de soie.    
L'adulte mesure de 2 à 4 mm. Il a une forme globuleuse et ses élytres foncés sont tachetés de couleurs vives. Il ne vit qu'une ou deux semaines, à l'extérieur, sur les plantes. Il préfère les fleurs des Composées, Ombellifères et Scrofulariacées. C'est pour pondre ses œufs que la femelle pénètre à nouveau dans les habitations, cherchant des recoins de tapis, planchers ou lainages pour les cacher et assurer de la nourriture aux larves. Elle en pond une quarantaine à la fois, et il naîtra une à deux générations par an.